# Kalibombong
Kalibombong is een bestuurslaag in het regentschap Banjarnegara van de provincie Midden-Java, Indonesië. Kalibombong telt 3581 inwoners (volkstelling 2010).